# Joseph S. Fruton
Joseph Stewart Fruton (Częstochowa, 1912-New Haven, 2007) fue un bioquímico e historiador de la ciencia estadounidense.

## Biografía
Nacido de padres de origen judío en Częstochowa, actual Polonia y por entonces parte del Imperio ruso, el 14 de mayo de 1912, con sólo un año emigró con su familia a Estados Unidos, aunque sin embargo tuvieron que regresar a Europa en 1917, para retornar definitivamente a América en 1923. Estudió Química en la Universidad de Columbia y obtendría el doctorado en 1937 con una tesis sobre derivados de cistina. Más adelante trabajó como asistente de Max Bergmann en el Instituto Rockefeller para la Investigación Médica y posteriormente ingresaría en Yale, primero como profesor, para obtener más tarde la cátedra de Bioquímica. Casado con Sofia Simmonds desde 1936, falleció en New Haven, Connecticut el 29 de julio de 2007.
Fue autor de obras como General Biochemistry (1953), junto a su mujer; Molecules and Life (1972);  A bio-bibliography for the history of the biochemical sciences since 1800 (1982); Contrasts in Scientific Style: Research Groups in the Chemical and Biochemical Sciences (1990); A Skeptical Biochemist (1992); Eighty Years (1994), sus memorias; Proteins, enzymes, genes. the interplay of chemistry and biology (1999) o Methods and Styles in the Development of Chemistry (2002); entre otras.